# Quận Adair, Kentucky
Quận Woodford (tiếng Anh: Woodford County) là một quận nằm ở trung tâm của khu vực Bluegrass của tiểu bang Kentucky. Đến năm 2000, dân số quận là 23.208 người. quận lỵ là Versailles [1]. Quận này được đặt tên theo tướng William Woodford. Quận này một phần của khu vực thống kê đô thị Fayette-Lexington, KY.
Theo điều tra dân số 6 năm 2000, quận này đã có dân số 23.208 người, 8.893 hộ, và 6.643 gia đình sống trong quận. Mật độ dân số là 122 dặm vuông (47 / km²). Có 9.374 đơn vị nhà ở với mật độ trung bình là 49 cho mỗi dặm vuông (19 / km²). Thành phần dân tộc của dân sinh sống trong quận này như sau: 92,08% người da trắng, 5,41% da đen hay Mỹ gốc Phi, 0,13% người Mỹ bản xứ, 0,31% người châu Á, 0,01% người đảo Thái Bình Dương, 1,13% từ các chủng tộc khác, và 0,93% từ hai hoặc nhiều chủng tộc. 2,99% dân số là người Hispanic hay Latino thuộc chủng tộc nào đó.
Có 8.893 hộ, trong đó 35,00% có trẻ em dưới 18 tuổi sống chung với họ, 61,90% là các cặp vợ chồng sống với nhau, 9,70% có chủ hộ là nữ không có mặt chồng, và 25,30% là không lập gia đình. 21,00% của tất cả các hộ gia đình đã được tạo thành từ các cá nhân và 7,50% dân số 65 tuổi trở lên sinh sống một mình. Bình quân mỗi hộ là 2,57 và cỡ gia đình trung bình là 2,99.
Dân số quận này có cơ cấu tuổi như sau: 25,40% ở độ tuổi dưới 18, 7,90% 18-24, 31,20% 25-44, 25,10% 45-64, và 10,40% 65 tuổi trở lên. Tuổi trung bình là 37 năm. Cứ mỗi 100 nữ có 93,00 nam giới. Cứ mỗi 100 nữ 18 tuổi trở lên, đã có 91,20 nam giới.
Thu nhập trung bình cho một hộ gia đình trong quận là 49.491 USD, và thu nhập trung bình cho một gia đình là $ 58.218. Nam giới có thu nhập trung bình 39.284 USD so với 27.972 USD cho phái nữ. Thu nhập trên đầu cho các quận được $ 22,839. Giới 5,20% gia đình và 7,30% dân số sống dưới mức nghèo khổ, trong đó có 8,00% của những người dưới 18 tuổi và 13,10